# Покровська церква (Кривий Ріг)
Покровська церква (Кривий Ріг) — церква УПЦ московського патріархату селища Карнаватка міста Кривий Ріг, Дніпропетровська область. Заснована в 1884 р., збудована і освячена в 1888 р. Зруйнована в 1964 р. Відновлена у 2001 р. Перебуває в юрисдикції Криворізької єпархії УПЦ МП. 

## Історія
З початком видобутку залізної руди на Криворіжжі, громада селища Карнаватка отримала значні фінанси від угоди з ініціатором розробки верхньодніпровським поміщиком Олександром Полем. У зв'язку з цим, вона вирішила побудувати православний храм. Щорічно від кожного господарства Карнаватки виділяли кошик яєць для розчину на будівництво церкви. 
Будівництво храму на честь Покрова Пресвятої Богородиці почалося в 1884 р, яке завершилося 1888 р. Її висота 29 м, довжина 34 м і ширина 21 м. Ікони для іконостасу були написані художником Омеляном Кручиніним. 
Серед відомих дореволюційних священиків були протоієреї Автоном Лебедєв та Діодор Якубович (1868-1937). 
Вважається, що закриття церкви відбулося 1926 року з причини її популярності не тільки серед робочого люду, але і в міліціонерів, і червоноармійців (скарга 1923 року). 1930 року були зняті і переплавлені на Криворіжсталі дзвони. Перед війною тут було сховище. 
За німецької окупації храм поновив діяльність у 1941 р. Її закрили у 1960 р. під приводом відкриття в її будівлі музії історії релігії та атеїзму. 15 квітня 1964 року будівлю підірвали. Одним зі священиків у радянський період був протоієрей Миколай Торський (1875-1957) 
1999 р. почалася відбудова храму. 2001 р. храм відбудували за проєктом зменшеної копії. 